# Séminaire Sainte-Marie
Le Séminaire Sainte-Marie est une école secondaire privée de langue française basée à Shawinigan, au Québec. Jusqu'à la fin des années 1960, le séminaire offrait le cours classique.

## Histoire
L'institution a été fondée en 1950 comme un collège classique pour garçons. À la fin des années 1960, dans la foulée de la réforme de l'éducation mise en œuvre au cours de la Révolution tranquille, le Séminaire est devenu une école secondaire et a ouvert ses portes aux filles.
Jusqu'à la fin des années 1980, le séminaire a offert des cours obligatoires de langue latine. 

## Diplômés connus

### Politiciens fédéraux
- Jean Chrétien, premier ministre du Canada de 1993 à 2003
- Gilles Grondin, député de la circonscription de Saint-Maurice de 1986 à 1988

### Politiciens provinciaux
- Yves Duhaime
- Jean-Pierre Jolivet
- Claude Pinard
- Luc Trudel

### Autres
- Martin Gélinas, joueur de hockey professionnel
- Gilles Julien, pédiatre social
- Daniel Lamarre, pdg du Cirque du Soleil
- Éveline Gélinas, actrice
- Rémi-Pierre Paquin, acteur
- Fred Pellerin, écrivain et conteur
- Gilles Pellerin, écrivain
- Chantal Baril, actrice